# Керлинг на Зимским олимпијским играма 2006.
Такмичења у керлингу на Зимским олимпијским играма 2006. одржана су од 13. до 24. фебруара у Пинеролу у Италији.

## Учесници

### Жене
| - Канада - Данска - Уједињено Краљевство - Италија - Јапан | - Норвешка - Русија - Шведска - Швајцарска - Сједињене Америчке Државе |

### Мушкарци
| - Канада - Финска - Немачка - Уједињено Краљевство - Италија | - Нови Зеланд - Норвешка - Шведска - Швајцарска - Сједињене Америчке Државе |

## Освајачи медаља

### Жене
| Злато                                                        | Сребро                                                           | Бронза                                                               |
| Шведска                                                      | Швајцарска                                                       | Канада                                                               |
| Анет Норберг Ева Лунд Катрин Линдал Ана Сверд Улрика Бергман | Мирјам От Бинија Бели Валерија Шпелти Мишел Мозер Мануела Корман | Шенон Клејбринк Еми Никсон Гленис Бакер Кристин Кешен Сандра Џенкинс |

### Мушкарци
| Злато                                                    | Сребро                                                                 | Бронза                                                 |
| Канада                                                   | Финска                                                                 | Сједињене Америчке Државе                              |
| Бред Gushue Марк Николс Рас Хауард Џејми Кораб Мајк Адам | Марку Усипавалнијеми Виле Мекеле Кале Клискинен Тему Сало Јани Суланма | Пит Фенсон Шон Роџески Џозеф Поло Џон Шустер Скот Берд |

## Биланс медаља
| Пласман | Екипа                     | Злато | Сребро | Бронза | Укупно |
| 1       | Канада                    | 1     | 0      | 1      | 2      |
| 2       | Шведска                   | 1     | 0      | 0      | 1      |
| 3       | Финска                    | 0     | 1      | 0      | 1      |
| 3       | Швајцарска                | 0     | 1      | 0      | 1      |
| 5       | Сједињене Америчке Државе | 0     | 0      | 1      | 1      |
|         | Укупно (5)                | 2     | 2      | 2      | 6      |

## Спортски објекти
| Карлинг арена Пинероло          |
| ------------------------------- |
|                                 |
| Мечеви мушког и женског турнира |